# Phillip Parker King

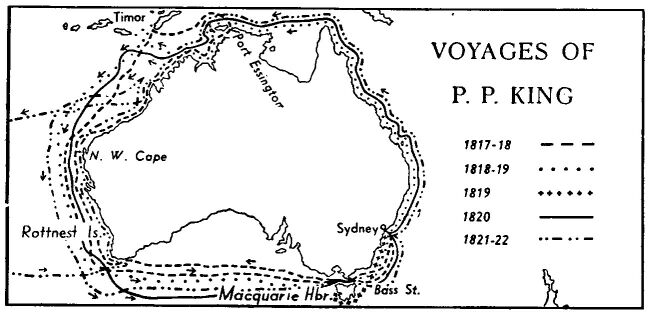
Kaartje van de vijf verkenningsreizen rond Australië onder leiding van Philip Parker King

Phillip Parker King (Norfolk Island (Australië), 21 december 1791 – Sydney, 26 februari 1856) was een Britse ontdekkingsreiziger, natuuronderzoeker en marineofficier (eindrang: rear admiral) in Australië.

## Biografie
King werd geboren op Norfolk Island en zijn ouders waren Philip Gidley King (de latere gouverneur van New South Wales) en Anna Josepha Coombe. In 1796 stuurden zijn ouders hem naar Engeland voor zijn opleiding en in 1802 ging hij naar de Royal Naval Academy in Portsmouth, het opleidingsinstituut voor toekomstige officieren van de Royal Navy.
In 1807 trad hij daar in dienst van de Britse marine en in 1814 kreeg hij de rang van luitenant-ter-zee. Hij kreeg de opdracht om stukken van de Australische kust in kaart te brengen die nog niet waren verkend.

### Verkenningen rond Australië
Tussen 1817 en 1822 maakte hij vijf zeereizen. De bemanning bestond uit 19 mensen waaronder een plantkundige. De Britse admiraliteit instrueerde King om te zoeken naar een rivier die het mogelijk maakte dieper het continent in te komen. Ze wilden informatie over de topografie, flora, fauna en het klimaat en over waardevolle producten als timmerhout en delfstoffen. Verder wilden ze meer weten over de aboriginals en hun bereidheid om (ruil)handel te bedrijven.
Op de eerste en tweede reis werd ook aangelegd bij het eiland Timor en tijdens de vijfde reis werd ook het eiland Mauritius aangedaan. Deze laatste reis eindigde in januari 1820 in Sydney.

### Expedities naar Zuid-Amerika
In 1821 werd King tot scheepscommandant bevorderd en in april 1823 ging hij naar Engeland. Hij kreeg daar het commando over het onderzoekschip de HMS Adventure. Samen met de HMS Beagle verkenden zij in de periode 1826 tot 1830 de grillig gevormde kusten en eilanden in de Straat Magellaan. King verzamelde etnografische specimens in Patagonië en van indianenstammen op Vuurland voor het British Museum. Verder maakte hij tekeningen en aquarellen voor zijn reisverslagen en rapporteerde hij over ongewervelde dieren zoals rankpootkreeften (Cirripedia) en weekdieren en over vogelsoorten die werden verzameld. In 1831, terug in Londen, gaf hij een presentatie op een vergadering van de Royal Geographical Society.
Zijn oudste zoon, Philip Ridley jr. vergezelde hem op deze reis door Zuid-Amerika. Tijdens de tweede reis van de HMS Beagle (1831 - 1836) onder leiding van Robert FitzRoy voer Philip Ridley jr. als adelborst mee in gezelschap van Charles Darwin (1809-1882). Tijdens deze reis, in januari 1836, bezochten zij Philip Parker op zijn landgoed Dunheved bij Sydney.

## Laatste jaren in Australië
Phillip Parker King keerde in 1832 terug naar Sydney. In februari 1839 werd King benoemd in de Legislative Council (wetgevende raad) van New South Wales en kreeg hij een belangrijke functie in een Australische landbouwonderneming. In 1855 werd hij benoemd tot rear admiral, een Britse rang vergelijkbaar met de Nederlandse rang schout-bij-nacht. Verder was hij Fellow of the Royal Society.

## Nalatenschap
King correspondeerde met leden van de Royal Society over de flora en fauna tijdens zijn reizen. Er zijn door King zelf 14 nieuwe vogelsoorten beschreven in The Zoological Journal, waaronder de magelhaenral (Rallus antarcticus). Nieuw beschreven planten en dieren, zoals de in Australië inheemse orchidee Dendrobium kingianum en de kraaghagedis (Chlamydosaurus kingii), zijn bij wijze van eerbetoon naar hem vernoemd. Ook de baai King Sound in West-Australië is naar King vernoemd.